# 济阳有轨电车
济南市区至济阳区（先行区）有轨电车（简称济阳有轨电车或济南有轨电车）是中国山东省济南市一条建设中的现代有轨电车线路，全长约36.1公里，设站16座。工程于2022年9月27日全线开工。

## 历史
济南市区至济阳区（先行区）有轨电车于2020年4月发布环评公示，已于2020年进场施工，计划2022年完工，但由于审批原因，全线施工时间延至2022年9月27日，计划完工日期同步顺延至2025年。

## 线路概况
济阳有轨电车途经历城区、起步区和济阳区，是连接济南中心城区与济阳区、起步区的重要轨道交通线路。项目线路起自济南东站，沿凤凰路、黄河大道、G220、光明街、正安路走行，止于济阳北站，全长约36.1公里，设站16座，其中地下站11座、高架站4座、地面站1座，建设济阳北车辆段1处。

## 车站
| 车站       | 行政区 | 车站类型             | 里程 (千米) | 换乘线路                | 换乘形式 |
| ---------- | ------ | -------------------- | ----------- | ----------------------- | -------- |
| 济南东站   | 历城区 | 地下一层侧式站台     | 0           | █ 3号线 █ 6号线(建设中) | 出站换乘 |
| 荷花路站   | 历城区 | 高架三层侧式         |             | 不適用                  | 不適用   |
| 温泉路站   | 历城区 | 高架三层侧式         |             | 不適用                  | 不適用   |
| 中心大街站 | 济阳区 | 地下一层岛式         |             | 不適用                  | 不適用   |
| 会展中心站 | 济阳区 | 地下一层岛式         |             | 不適用                  | 不適用   |
| 英才学院站 | 济阳区 | 地下一层侧式         |             | 不適用                  | 不適用   |
| 青宁站     | 济阳区 | 地下一层侧式         |             | 不適用                  | 不適用   |
| 工业园站   | 济阳区 | 高架二层侧式         |             | 不適用                  | 不適用   |
| 回河站     | 济阳区 | 高架三层侧式         |             | 不適用                  | 不適用   |
| 光明街站   | 济阳区 | 市政路面侧式(半地下) |             | 不適用                  | 不適用   |
| 银河路站   | 济阳区 | 市政路面侧式(半地下) |             | 不適用                  | 不適用   |
| 新元学校站 | 济阳区 | 市政路面侧式(半地下) |             | 不適用                  | 不適用   |
| 购物广场站 | 济阳区 | 市政路面侧式(半地下) |             | 不適用                  | 不適用   |
| 市民中心站 | 济阳区 | 市政路面侧式(半地下) |             | 不適用                  | 不適用   |
| 工业北路站 | 济阳区 | 市政路面侧式(半地下) |             | 不適用                  | 不適用   |
| 济阳北站   | 济阳区 | 地面一层侧式站台     | 36.1        | 不適用                  | 不適用   |

## 车辆
车辆拟选用100%低地板钢轮钢轨有轨电车，采用DC750V架空接触网受电，最高运行速度70 km/h； 初期、近期（2024年、2031年）采用3模块（短编组）或5模块（长编组），预留远期扩编至4模块（由3模块扩编）或7模块（由5模块扩编）的能力，车辆长约35米，采用5人/㎡的站立标准，定员202人/辆；远期（2046年）采用4模块（长编组），产量长约45米，采用5人/㎡站立标准，定员256人/辆。
2023年08月29日，济南轨道交通集团公布了济阳有轨电车工程车辆（样版车）采购中标结果公告，最终由中车青岛四方机车车辆股份有限公司中标。样板车暂定2024年6月交付到段，后续经型式试验和运行考核后再陆续进行批量生产。